# Rhimphaliodes
Rhimphaliodes és un gènere monotípic d'arnes de la família Crambidae descrit per George Hampson el 1893. La seva única espècie, Rhimphaliodes macrostigma, descrita pel mateix autor el mateix any, es troba a Sri Lanka, a Borneo i a Austràlia, on s'ha registrat a Queensland.